# Laurent Birfuoré Dabiré
Laurent Birfuoré Dabiré, né le 17 septembre 1965 à Dissin, est un évêque catholique burkinabé, archevêque de Bobo-Dioulasso depuis le 18 décembre 2024.

## Biographie
Laurent Birfuoré Dabiré est né le 17 septembre 1965 à Dissin, dans le diocèse de Diébougou (de), au Burkina Faso. Il étudie la philosophie et la théologie au Burkina Faso. Il est ordonné prêtre le 29 décembre 1995 et incardiné dans le diocèse de Diébougou.
Après son ordination, Laurent Dabiré exerce diverses fonctions au sein de l'Église. Entre 1996 et 1998, il enseigne au petit séminaire Saint Tarcisius de Diébougou. Il poursuit ensuite ses études à Rome de 1998 à 2005, Il obtient un doctorat en droit canonique et droit civil à l’Université pontificale du Latran. De retour au Burkina Faso, il devient vicaire judiciaire et chancelier du diocèse de Diébougou à partir de 2005, il occupe dans le même temps, dès 2006, le poste d’officier au Tribunal ecclésiastique de la province ecclésiastique de Bobo Dioulasso. Parallèlement, il enseigne au grand séminaire Saint Jean Baptiste de 2007 à 2008.
En 2011, Dabiré il devient professeur de droit à l'Université catholique du Mali, où il enseigne droit canonique et en justice ecclésiastique.

## Episcopat
Le 31 janvier 2013, le pape Benoît XVI le nomme évêque de Dori. Il reçoit l'ordination épiscopale le 4 mai 2013 des mains de l'archevêque métropolitain de Koupéla Séraphin François Rouamba, co-consacrant l'évêque de Diébougou Dèr Raphaël Kusiélé Dabiré et celui de Koudougou Joachim Hermenegilde Ouédraogo. En mai 2018, il effectue sa visite ad limina.
Depuis le 14 juin 2019, il est élu président de la Conférence épiscopale du Burkina Faso et du Niger. Le 12 juillet 2019, il est témoin de la signature, au Vatican, de l'Accord cadre entre le Saint-Siège et le Burkina Faso,,.
Le 18 décembre 2024, il est nommé archevêque de Bobo-Dioulasso en remplacement de Paul Ouédraogo, démissionnaire pour raison d'âge.